# Medardo Rosso

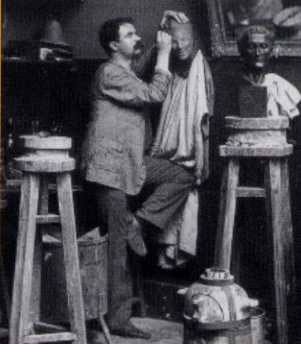
Medardo Rosso în atelierul său

Medardo Rosso (n. 21 iunie 1858, Torino – d. 31 martie 1928, Milano) a fost un sculptor italiano-francez. 

## Biografie
Medardo Rosso a fost fiul unui șef de gară. Familia s-a mutat în 1870 la Milano. Între 1879 și 1881 a terminat stagiul militar în Pavia. În acest timp, de asemenea, a început să ia lecții de pictură. Din 1882 a studiat la Accademia di Brera din Milano, dar a fost exclus după unsprezece luni de studiu. În 1885 s-a căsătorit cu Giuditta Pozzi, de la care a avut un fiu în același an. Patru ani mai târziu s-a mutat la Paris, unde în 1896 a instituit o turnătorie. În 1900 a cunoscut pe artista olandeză Etha Fleș. În 1902 el a dobândit cetățenia franceză. În timpul unui sejur la Viena, în 1903 a fost lovit de un tramvai și a suferit un traumatism cranian. În 1922 s-a întors la Milano. Din 1927, a început să apară primele probleme de sănătate vizibile. A murit în timpul unei intervenții chirurgicale.
În prezent, lucrările lui Rosso sunt expuse în expoziții alături de cele ale lui Constantin Brâncuși.

## Galerie

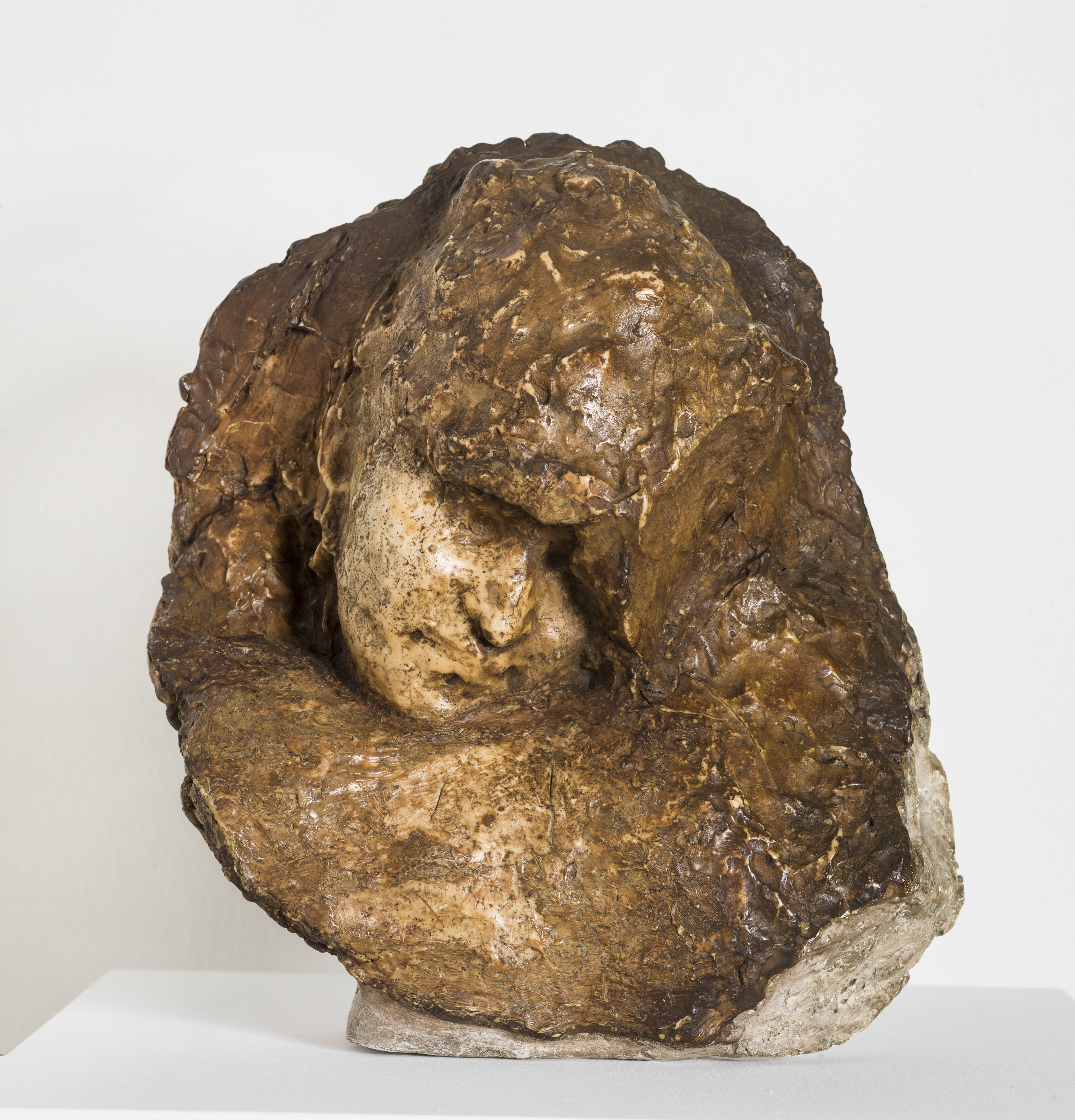
Carne altrui, 1883–84
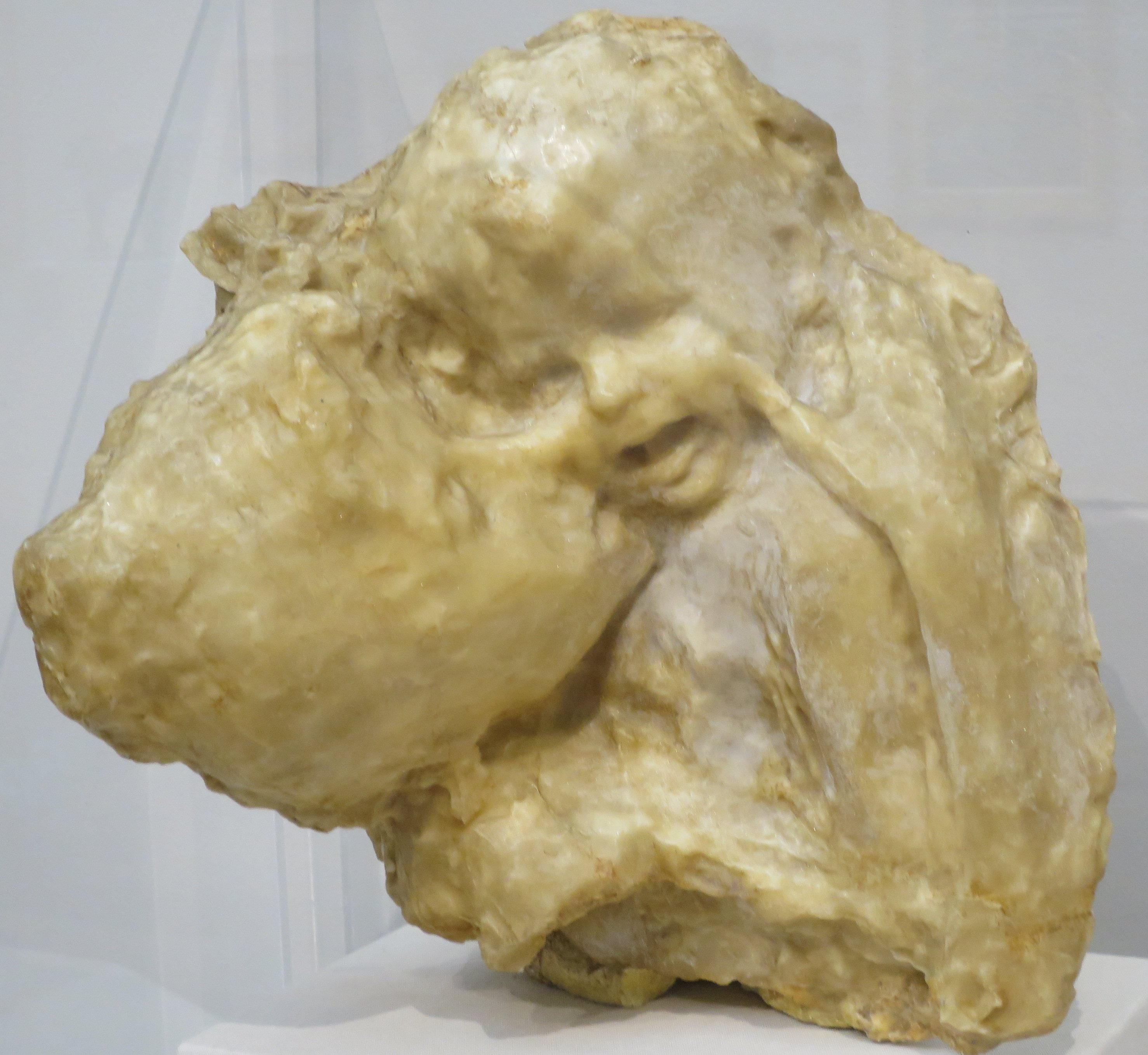
Aetas aurea, late 1885-86
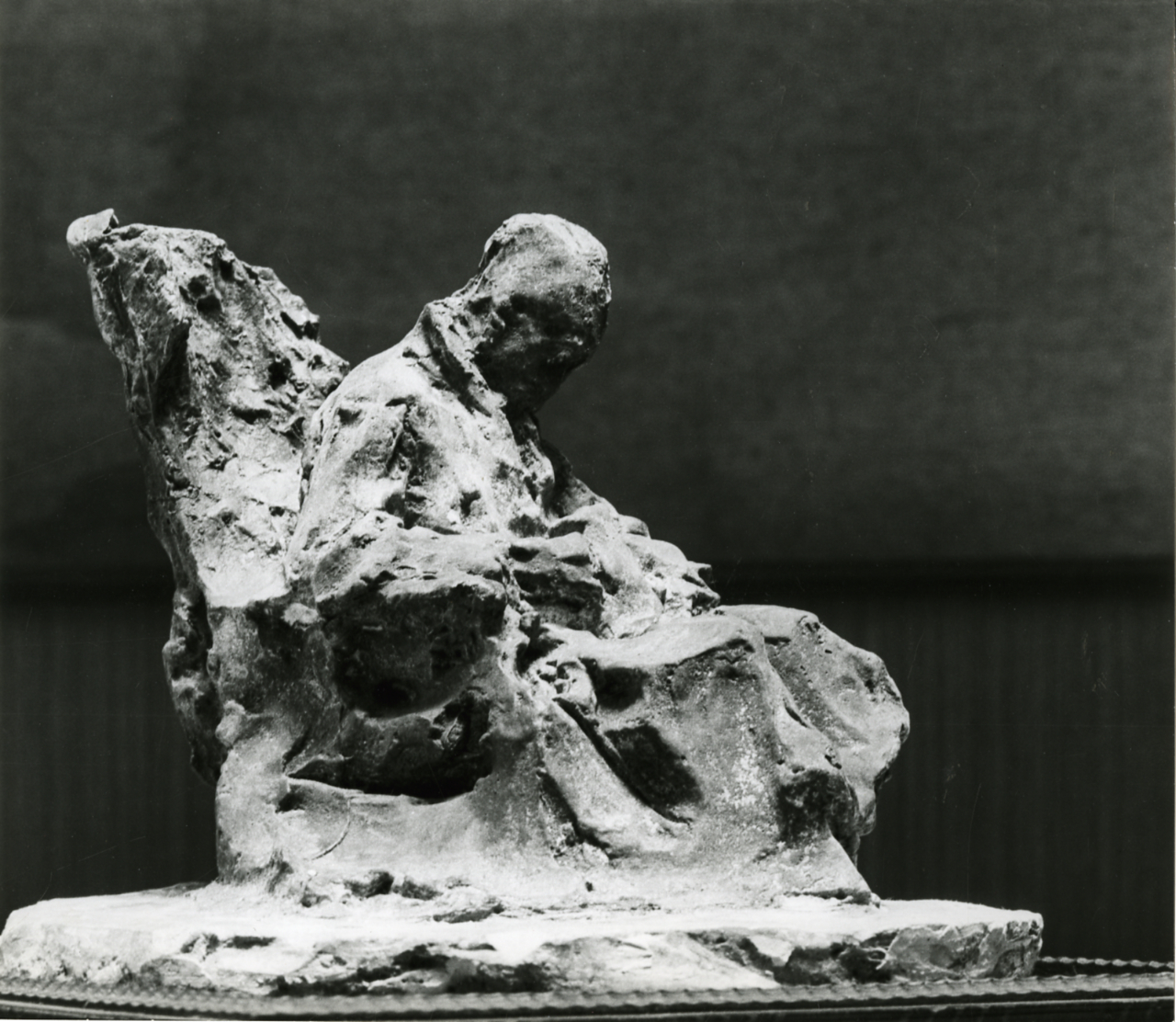
Malato all'ospedale, 1889
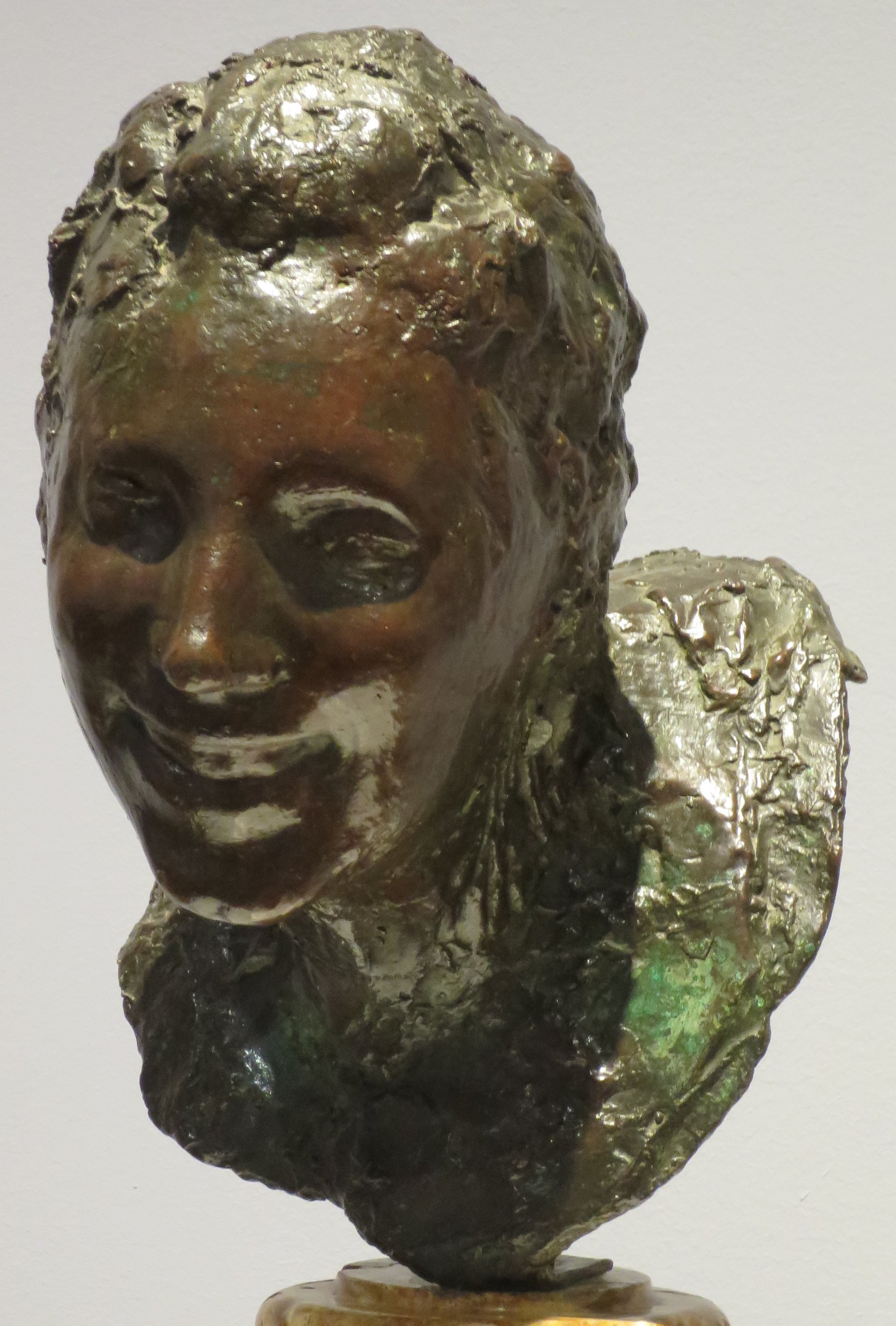
Petite femme riant, 1890
Bambino ebreo, 1892–94
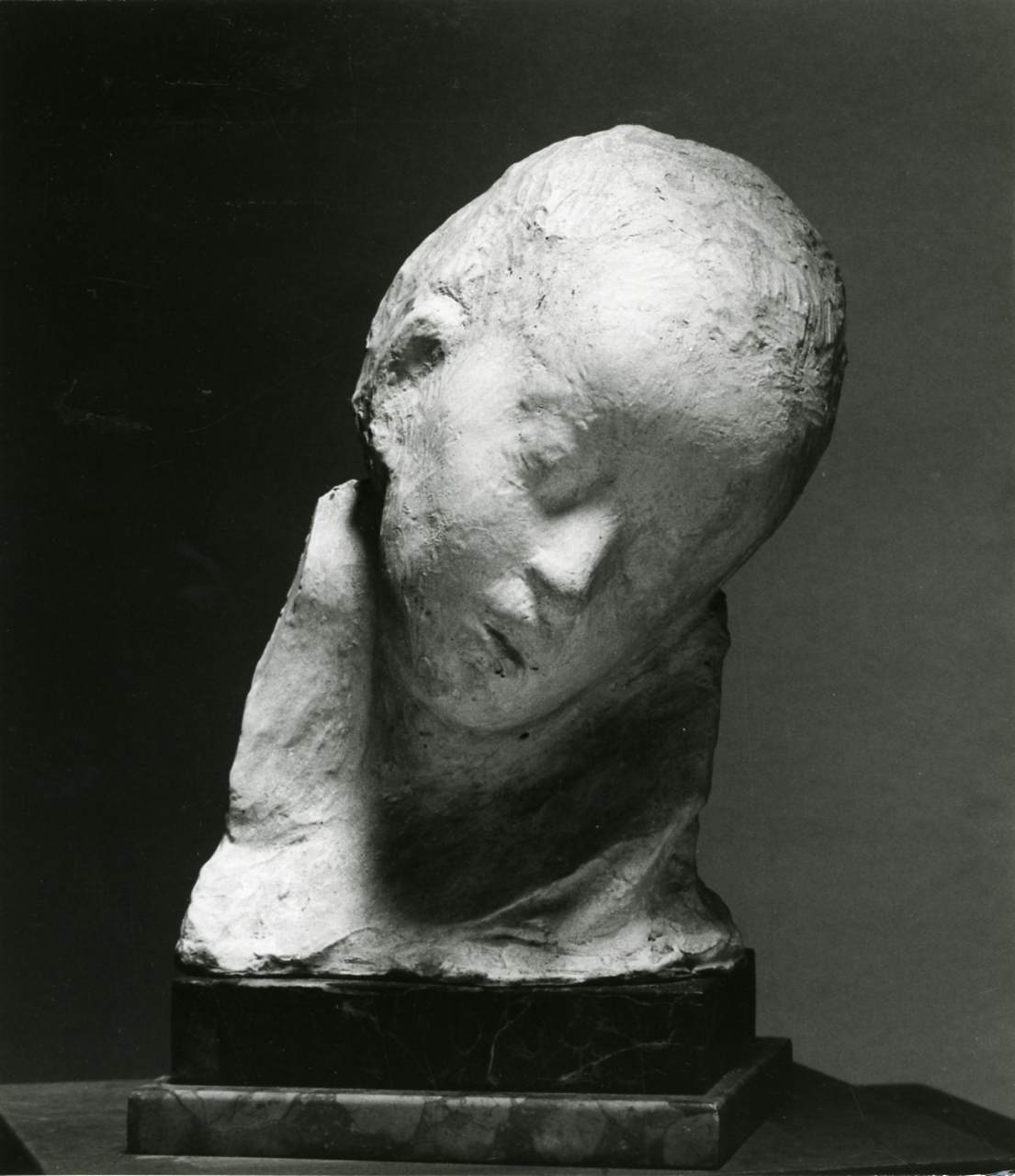
Enfant malade, 1893–94
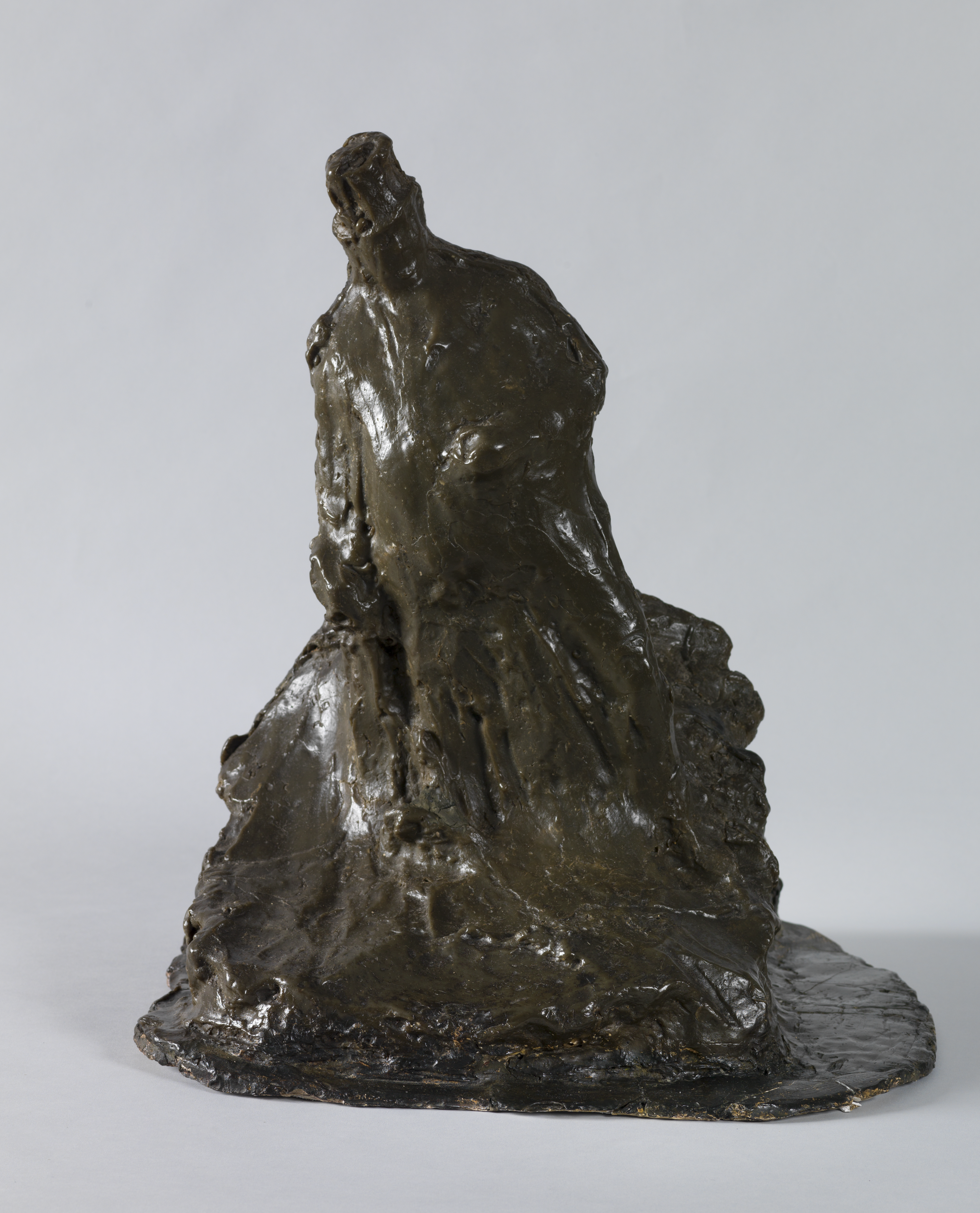
Bookmaker, 1893–95
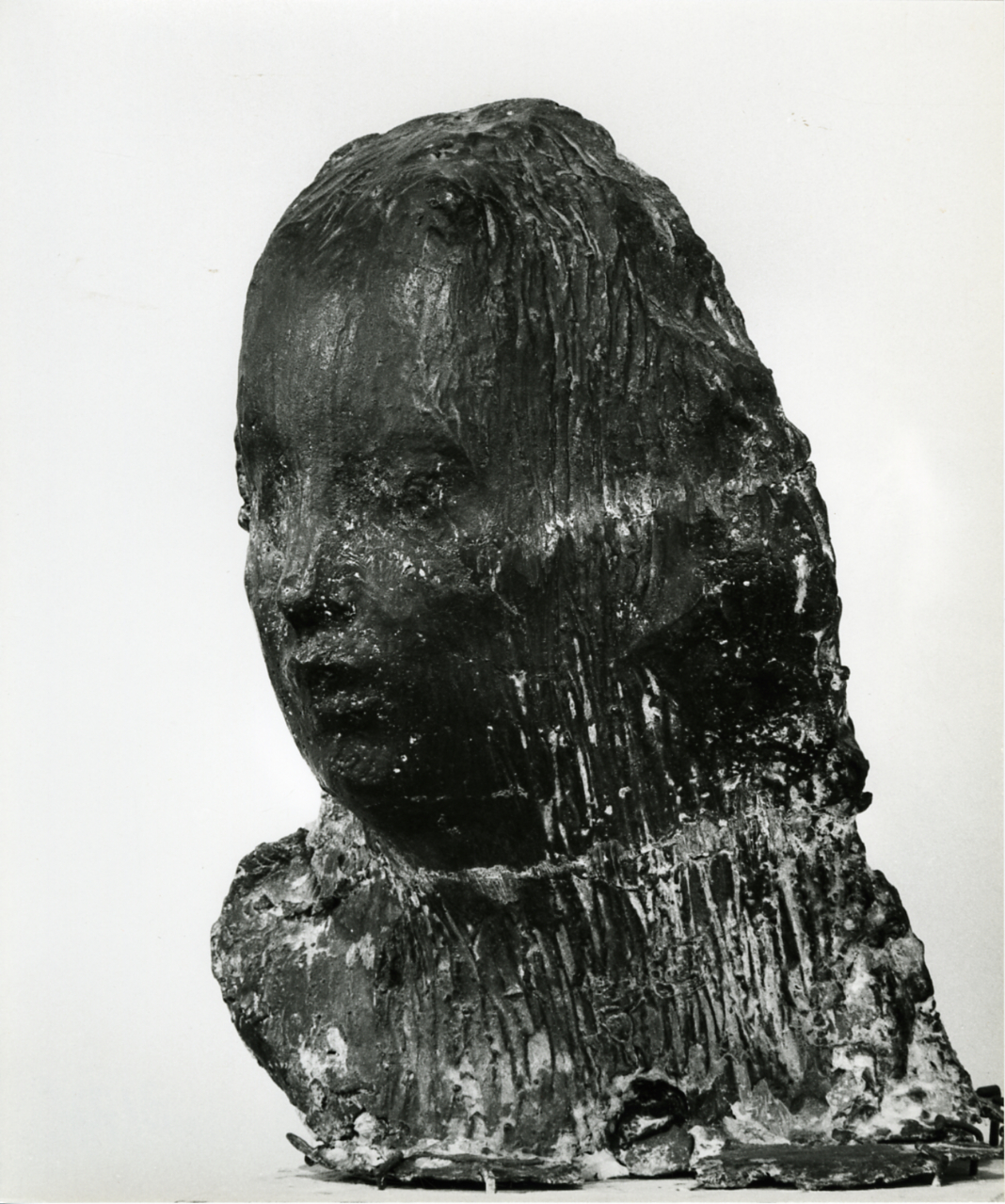
Ecce Puer, 1906